# Бледсоу, Вудро Вильсон
Вудро Уилсон (Вудди) Бледсоу (англ. Woodrow Wilson (Woody) Bledsoe; р. 12 ноября 1921 — 4 октября 1995) — американский учёный в области искусственного интеллекта, сделавший значительный вклад в теорию распознавания образов и автоматического доказательства.

## Некоторые работы

### Статьи
- W. W. Bledsoe. Non-Resolution Theorem Proving (англ.) // Artificial Intelligence. — 1977. — Vol. 9. — P. 1—35. — doi:10.1016/0004-3702(77)90012-1.
- W. W. Bledsoe; I. Browning. Pattern Recognition and Reading by Machine (англ.) // Papers Presented at the December 1-3, 1959, Eastern Joint IRE-AIEE-ACM Computer Conference. — ACM, 1959. — Vol. IRE—AIEE—ACM '59 (Eastern). — P. 225—232. — doi:10.1145/1460299.1460326.
- Woody Bledsoe. I Had a Dream: AAAI Presidential Address, 19 August 1985 (англ.) // AI Magazine : journal. — 1986. — Vol. 7. — P. 57—61.